# Irak hadereje a 2003-as háborúban
A most következő adatok a 2002 év végi, tehát a 2003-as amerikai támadás előtti közvetlen helyzetét mutatják be az iraki haderőnek.
Irak hadereje a szárazföldi erőkből, a légierőből és a haditengerészetből áll.

## Fegyveres erők létszáma
- Aktív: 372 000 fő
- Szolgálati idő a sorozottaknak: 24 hónap
- Tartalékos: 650 000 fő

## Szárazföldi erők
Létszám
350 000 fő
Állomány
- 3 páncélos hadosztály
- 3 gépesített hadosztály
- 11 gyalogos hadosztály
- 6 Köztársasági Gárda hadosztály (iraki haderő elit alakulatai)
- 4 Különleges Köztársasági Gárda dandár
- 7 kisegítő dandár
- 5 repülő század

Felszerelés
- 2600 db harckocsi (T–55, T–62, T–72)
- 1200 db páncélozott gyalogsági harcjármű (BMP–1)
- 1800 db páncélozott szállító jármű
- 2100 db tüzérségi löveg: 1900 db vontatásos, 200 db önjáró
- 90 db harci helikopter

## Légierő
Létszám
20 000 fő
Felszerelés
- 316 db harci repülőgép (MiG–21, MiG–23, MiG–25, MiG–29, Szu–22, Szu–24, Szu–25, Mirage F1)
- 5 db felderítő repülőgép (MiG–25)
- 8 db szállító repülőgép (An–2, An–12, An–24, An–26, Il–76)

## Haditengerészet
Létszám
2000 fő
Hadihajók
- 6 db járőrhajó
- 6 db aknarakó/szedő hajó
- 3 db vegyes feladatú hajó

## Félkatonai erők
Létszám
44 000 fő
Alakulatok
- Biztonsági erők: 15 000 fő
- Határőrség: 9000 fő
- Szaddam testőrsége: 20 000 fő